# Amrapali
Āmrapālī, anche conosciuta come Ambapālika, Ambapali o Amra (in sanscrito आम्रपालि; 600-500 a.C), è stata una danzatrice indiana prima di incontrare il Buddha e divenire sua seguace e arhat.
Fu una celebre nagarvadhu (cortigiana, lett. sposa della città) nella Repubblica di Vaiśālī. Ad Amrapali viene anche associato il titolo di rajnartaki (danzatrice di corte). Come discepola del Buddha raggiunse lo stato di arhat (degna di venerazione). Amrapali è citata in antichi testi pāli e della tradizione buddista, tra cui gli Āgama, in particolare in relazione al soggiorno del Buddha nel suo bosco di manghi, l'Ambapali vana, che in seguito donò alla comunità del Buddha, e dove questi predicò il famoso Sutra Ambapalika.
Le leggende intorno ad Amrapali hanno origine nelle Jātaka, le vite anteriori del Budda, datate a 1500 anni fa e parte del Canone pāli e Canone buddhista.

## I primi anni

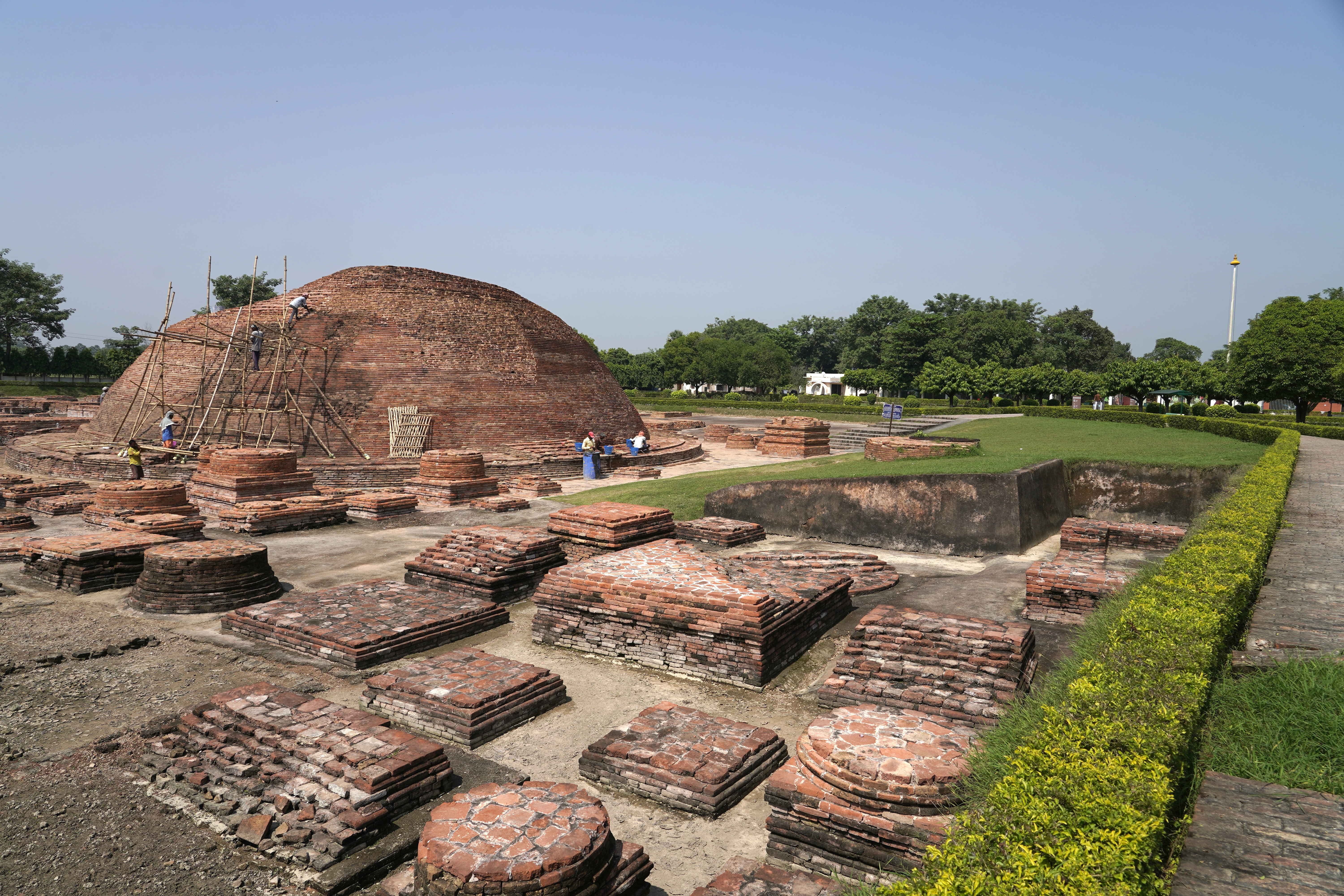
Rovine di Vaiśālī

Amrapali nacque intorno al 600-500 a.C. da Mahanama e da una madre sconosciuta.  Il nome "Amrapali" trae origine dall'unione di due termini sanscriti: "amra", che significa "mango", e "pallava", che sta per "foglie giovani" o "germogli". La leggenda racconta che la sua nascita avvenne in modo miracoloso ai piedi di un albero di mango, situato in uno dei giardini reali di Vaiśālī, motivo per cui le fu attribuito tale nome.
Già in giovane età, Amrapali si distinse per una bellezza eccezionale. Si narra che un signore feudale di nome Mahanaman rimase talmente incantato dalla bellezza della giovane Amrapali da abbandonare il suo regno e trasferirsi ad Ambara, un piccolo villaggio situato nell'attuale Vaishali, nel distretto di Muzaffarpur.
Vaishali era la capitale della tribù dei Licchavi, uno degli otto clan (kshatriya in sanscrito) che si erano uniti per formare la confederazione Vajjian. Il re veniva eletto da un collegio elettorale composto da principi e nobili dei clan. Era consuetudine che le donne più belle del regno, anziché sposarsi con un solo uomo, si dedicassero al piacere di molti.
Amrapali divenne una donna di straordinario fascino e grazia, eccellendo in numerose forme d'arte, e il suo talento attirava l'ammirazione di molti. Si dice possedesse competenze in musica, danza, caccia, tiro con l'arco, equitazione, e altro ancora. Aveva anche una grande passione per la musica e le danze classiche.
Quando Manudev, re di Vaishali, vide Amrapali esibirsi in una danza nella città, tramò per "possederla". Uccise l'amore d'infanzia di Amrapali e futuro sposo, Pushpakumar, il giorno del loro matrimonio, e successivamente fece un annuncio ufficiale dichiarando Amrapali come "sposa di Vaishali", ovvero la nagarvadhu. Le fu anche conferito il titolo di Vaishali Janpad Kalayani, riservato alla ragazza più bella e talentuosa del regno per un periodo di sette anni. Amrapali aveva il diritto di scegliere i suoi amanti, ma secondo la consuetudine sopra menzionata, non poteva impegnarsi con un solo uomo.
Dopo essere stata dichiarata nagarvadhu, il suo talento e la sua bellezza attrassero così tanti ammiratori che la gloria di Vaishali in questo periodo è spesso attribuita alla fama di Amrapali. Il prezzo per assistere alle esibizioni artistiche di Amrapali era di cinquanta Karshapanas per notte, e il suo tesoro divenne molto più grande di quello di alcuni re.

## Leggende legate ad Amrapali

### Amrapali e Bimbisara
La fama dell'incomparabile bellezza di Amrapali raggiunse Bimbisara, sovrano del vicino e avverso regno di Magadha. In seguito a un attacco a Vaishali, Bimbisara si rifugiò presso l'abitazione di Amrapali. Dotato di un eccezionale talento musicale, il re trovò ben presto un'intesa speciale con Amrapali. Scoperta l'identità di Bimbisara, Amrapali lo esortò a lasciare la sua dimora e a desistere dall'assedio, toccando il cuore del re con la sua richiesta. Bimbisara, cedendo all'affetto per Amrapali, accontentò le sue suppliche. Questa decisione lo rese, agli occhi dei vaishaliani, un vigliacco. Dalla loro unione nacque un bambino, Vimala Kondanna, frutto del loro amore.
Ajatashatru, figlio di Bimbisara e della Regina Chellana secondo le tradizioni giainiste, o della Regina Kosala Devi secondo quelle buddiste, invase successivamente Vaishali a causa di una disputa con i suoi fratelli. Tale era il suo turbamento di fronte alla bellezza di Amrapali che, quando questa fu imprigionata, incendiò l'intera Vaishali. Quasi tutti perirono nel massacro, ad eccezione dell'amata Amrapali. Tuttavia, vedendo le condizioni della sua terra natale, Amrapali rinunciò al suo amore per lui.

### Amrapali e il Buddha
Nei racconti buddisti, Amrapali emerge per aver avuto l'onore di offrire ospitalità e cibo al Buddha durante la sua ultima visita a Vaishali, poco prima della sua dipartita. Profondamente toccata dal sermone del Buddha tenuto in un boschetto vicino, Amrapali lo invitò a pranzo presso la sua dimora. In altre versioni, si narra che fu il Buddha stesso a trovare rifugio nei suoi frutteti di mango, dove Amrapali lo raggiunse per rendere omaggio e proporre l'invito, accettato dal Buddha con un silenzio assenso.
Mentre tornava a casa, il carro di Amrapali si scontrò con quello dei nobili principi di Vaishali, anch'essi in cammino per invitare il Buddha a un banchetto. Essi la rimproverarono, e le intimarono di farsi da parte, lasciando il passo ai loro superiori. Fu allora che Amrapali rivelò che il Buddha aveva già accettato di recarsi a casa sua per il pasto. I principi, contrariati, le offrirono oro per ottenere il privilegio di ospitare il Buddha, ma lei rifiutò. Anche il Buddha declinò l'invito dei principi, avendo già preso un impegno con Amrapali.
Il Buddha, riconoscendo la sua bellezza, avvisò i suoi discepoli di non lasciarsi sedurre dal suo fascino. Amrapali accolse il Buddha e il suo seguito nella sua sontuosa residenza, appositamente adornata per l'occasione. Al termine del pasto, ella offrì al Buddha e alla sua comunità tutte le sue proprietà, inclusi i suoi frutteti, che divennero teatro di numerosi discorsi sulla consapevolezza.
Poco dopo, Amrapali abbandonò la sua vita di cortigiana e danzatrice di corte, abbracciando la via buddista e diventando un fervente sostenitrice dell'ordine buddista. Dedicò il resto della sua vita al servizio dei poveri e dei bisognosi.
Crescendo, anche il figlio di Amrapali, Vimala Kondanna, divenne un monaco buddista e un rinomato anziano.

## Amrapali nella letteratura buddista

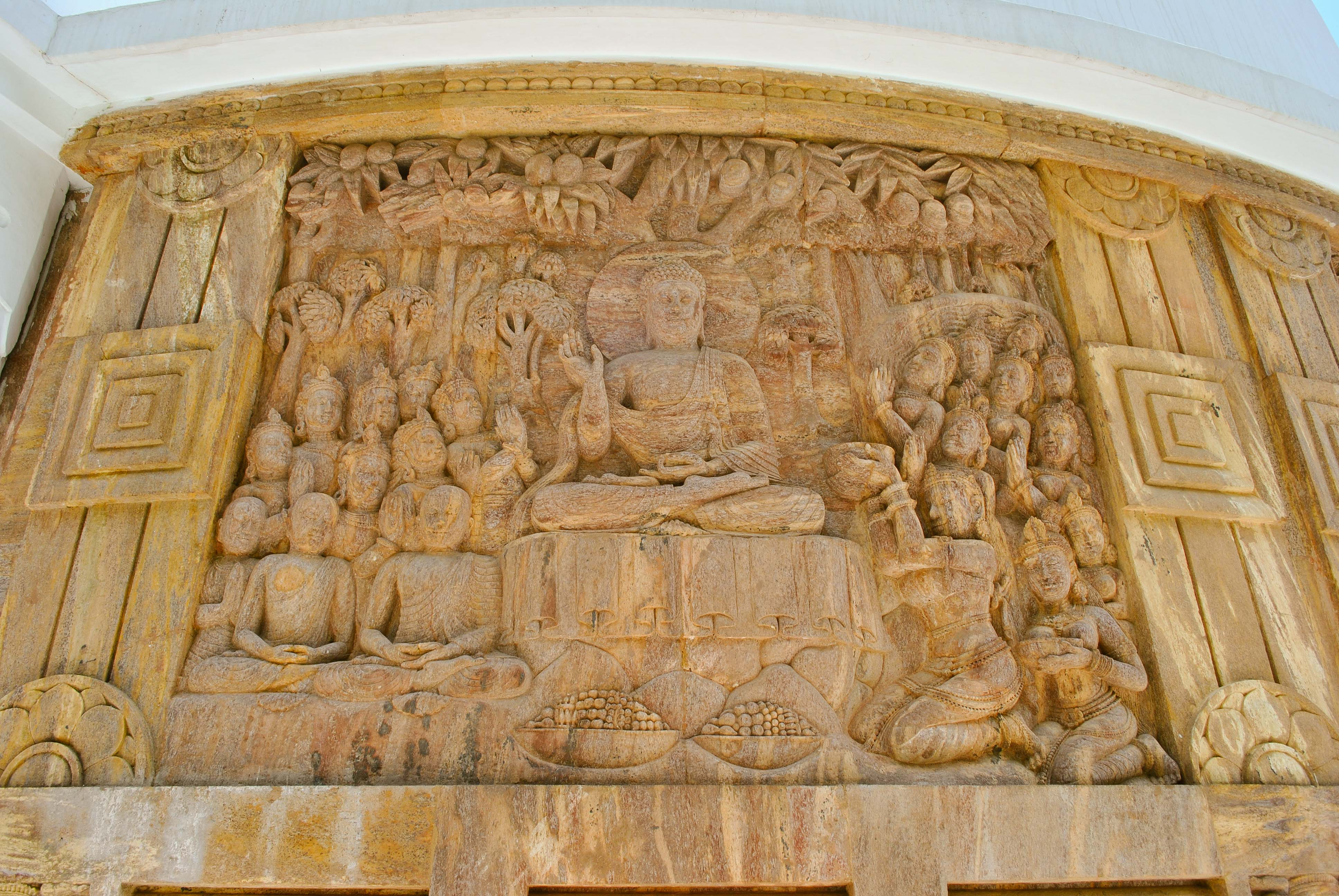
Il budda tiene un sermone nel boschetto di manghi

La storia di Amrapali è fondamentale per comprendere le percezioni contemporanee riguardo alle cortigiane. Nonostante la grande fama come artista di talento, veniva denigrata dai nobili principi di Vaishali, che la chiamavano Gaṇikā, termine dall'accezione dispregiativa per indicare le cortigiane. Tuttavia, a differenza loro, il Buddha non condivideva questo pregiudizio nei suoi confronti. Consumò un pasto nella sua residenza e accettò il suo boschetto per l'ordine buddista, gesto spesso citato come esempio del suo rispetto imparziale verso le donne. Ciò che si osserva, però, è che con il trascorrere del tempo e con la raccolta dei Therigatha, questo pregiudizio ha finito per infiltrarsi anche nell'ambito buddista.
La possibile alleanza di Amrapali con Bimbisara è sopravvissuta principalmente attraverso la tradizione orale e non ha trovato spazio nel Canone Pali del buddismo. Questo perché Bimbisara fu un grande mecenate del buddismo e i suoi legami con Amrapali potrebbero gettare un'ombra negativa sulla sua figura. Le menzioni di Amrapali nel canone si concentrano maggiormente sulla parte finale della sua vita, quando si convertì al buddismo.
Tuttavia, le testimonianze dei viaggiatori cinesi che giunsero in India alla ricerca di testi buddisti hanno documentato la vita giovanile di Amrapali e la sua relazione con Bimbisara. Quest'ultima è riportata nella versione cinese del Tripitaka buddista. Tale racconto, redatto secondo la tradizione Mahayana, non aveva l'obbligo di rappresentare Bimbisara sotto una luce positiva. Pertanto, la loro relazione viene messa in evidenza.
Una terza serie di scritture che si riferiscono alla storia di Amrapali, e lo fanno in modo più elaborato, provengono dall'area di Gilgit nel Kashmir e sono quindi conosciute come Manoscritti di Gilgit. Queste sono le scritture tibetano-sanscrite del ramo del buddismo Mulasarvastivada che raccontano di Amrapali in tono chiaramente elogiativo, benché rimanga la connotazione negativa legata all'essere stata cortigiana.

## Nella cultura popolare
- Amrapali è stato oggetto di tre film biografici: Amrapali (1945) con Sabita Devi, Jagdish Sethi, Prem Adeeb, Amrapali (1959) con Supriya Devi nei panni di Amrapali e Asit Baran nei panni del re Ajatashatru e Amrapali (1966), con protagonista Vyjayanthimala nei panni di Amrapali e Sunil Dutt nei panni dell'imperatore Ajatashatru.
- L'attrice di Bollywood Hema Malini ha prodotto, diretto e interpretato una serie televisiva chiamata Women of India, che descriveva la storia di Amrapali.
- Amrapali è stato il tema di vari libri, tra cui Vaishali Ki Nagarvadhu, un romanzo hindi del 1948 di Acharya Chatursen, e Ambapali, un romanzo del 1962 di Vimala Raina. Un recente lavoro in inglese, The Legend of Amrapali: An Enchanting Saga Buried Within the Sands of Time, è stato completato dall'autore Anurag Anand nel 2012.
- Amrapali è menzionata anche nel libro "Heroines" dello storico scrittore Ira Mukhoty.